# Pietro Durazzo (doge 1560)
Il Serenissimo Pietro Durazzo (Genova, 8 agosto 1560 – Genova, 18 dicembre 1631) fu il 93º doge della Repubblica di Genova.

## Biografia

Stemma nobiliare dei Durazzo

Figlio del già doge biennale Giacomo Grimaldi Durazzo (1573-1575) e di Maria Maggiolo, nacque a Genova nel 1560.
Appartenente alla corrente politica di quella nobiltà genovese cosiddetta "nuova", Pietro Durazzo seguì le orme paterne e dei suoi familiari (soprattutto al fianco del fratello Agostino) impegnandosi subito negli affari di famiglia ed esponendosi in prima persona nei vari "poteri" economici e politici della Repubblica di Genova e del Banco di San Giorgio.
Come da prassi tra i giovani patrizi genovesi, ebbe, oltre allo studio, un'impronta legata al ramo militare e già nel 1585 fece parte di quei trenta capitani a servizio della custodia e difesa del capoluogo ligure. Tuttavia, gli interessi principali di Pietro Durazzo furono legati ai settori economici e finanziari tanto che, dopo l'estrazione a senatore della Repubblica nel 1591, ricoprì per ben sette volte, unico caso, l'incarico di protettore del banco genovese. Inoltre nell'arco di vent'anni, nel periodo 1594-1617, fu il responsabile e il referente in diverse magistrature repubblicane: magistrato ai Cambi, alle Imposte straordinarie, all'ufficio dei Caratati, tra i provvisori dell'Olio, del Vino, alle Monete (e in quest'ultimo, nel 1616, presiedette una commissione di riforma), sindacatore supremo tra il 1600 e il 1608.
Responsabile della fortezza del Priamar di Savona nel 1606, fu nominato al magistrato di Corsica nel 1609 e ancora nel 1616 con la nuova carica di preside dell'isola corsa. Assieme a Giovan Battista Doria, che sostituì il futuro doge Ambrogio Doria (1621), si recarono nel 1618 nel Marchesato di Finale in visita ufficiale presso il nuovo governatore di Milano Gómez Suárez de Figueroa y Córdoba.
Allo scadere del dogato di Giovanni Giacomo Imperiale Tartaro, Pietro Durazzo fece il suo ritorno a Genova per partecipare alla riunione del Gran Consiglio chiamato ad eleggere il nuovo successore tra i due principali candidati favoriti: Paolo Sauli e Federico De Franchi, quest'ultimo cognato del Durazzo. Esponente il primo della nobiltà vecchia, contrapposto al De Franchi della fazione nuova, quasi inaspettatamente mancarono i rispettivi supporti - e quindi i voti necessari - per l'elezione dell'uno o dell'altro candidato. Mancante il quorum dei "nobili vecchi" pure nel secondo scrutinio, che avrebbe garantito il dogato a Paolo Sauli, si arrivò nella terza votazione a scegliere per soli due voti di differenza (199 contro 197) la figura più apprezzata di Pietro Durazzo per la guida della repubblica: la novantatreesima nella storia dogale e la quarantottesima in successione biennale.

### Il dogato
Anche grazie alla politica autoritaria e di gestione "dura" avviata a Genova (e nei territori ad essa assoggettati) nei dogati di inizio secolo dai suoi predecessori, soprattutto nelle lotte di potere tra famiglie rivali, il biennio del doge Pietro Durazzo è attestato negli annali come complessivamente tranquillo e di normale amministrazione. Pure nello scenario internazionale i rapporti politici ed economici della Repubblica di Genova con le grandi potenze italiane ed europee, nonostante l'accrescere degli eventi e dei tumulti che da lì a poco avrebbero portato allo scoppio della Guerra dei trent'anni (1618-1648), si poterono definire stabili e immutati.
Sicuro dell'appoggio popolare e della nobiltà (pure di quella "vecchia" che, di fatto, fu decisiva per la sua elezione) il doge Durazzo poté concentrarsi pienamente alla grandi opere urbanistiche avviate qualche anno prima a Genova come il completamento della "Strada Nuovissima" (oggi via Balbi), prosecuzione della già esistente "Strada Nuova" (l'odierna via Garibaldi) dimora di numerose famiglie aristocratiche genovesi con i loro sontuosi palazzi cinque-seicenteschi. E lo stesso Pietro Durazzo, assieme al fratello Agostino e al figlio Giacomo, fu il committente di un palazzo in vico De Marini progettato dall'architetto Andrea Ceresola.

### Gli ultimi anni
Terminato il mandato di doge il 2 maggio 1621, Pietro Durazzo fu nominato procuratore perpetuo (carica spettante a tutti gli ex dogi, dopo il parere favorevole di un'apposita commissione dei supremi sindacatori) e continuò ad esercitare un servizio di amministrazione per lo stato genovese e finanziario per il Banco di San Giorgio; fu ancora nel 1626 e nel biennio 1630-1631 preside del magistrato di Corsica.
Per ragioni di salute dovette lasciare nel 1631 la carica di protettore del Santo Offizio, malattia che lo portò alla morte il 18 dicembre dello stesso anno. Il suo corpo fu tumulato nel sepolcreto di famiglia fatto erigere dal nonno Giovanni Durazzo all'interno della chiesa della Consolazione a Genova.

### Vita privata
Dal matrimonio con Aurelia Saluzzo (figlia di Agostino Saluzzo, anch'esso appartenente a quella nobiltà nuova) ebbe sette figli: Giacomo (1587), Maria (1588), Nicolò (1589), Cassandra o Violante (1591), Battista (1592), Cesare (1593) che fu doge nel biennio 1665-1667 e Stefano (1594), quest'ultimo arcivescovo di Genova dal 1635 al 1664 e poi cardinale.
Tra i suoi nipoti saranno dogi Pietro nel 1685-1687 (figlio di Cesare) e Stefano Durazzo nel 1734-1736 (figlio di Pietro).